# La casa dei fantasmi (Dickens)
La casa dei fantasmi (The Haunted House) è una serie di racconti fantasy scritta e redatta da Charles Dickens insieme a cinque autori anonimi. Il romanzo uscì nel 1859 sulla rivista All the Year Round, fondata dallo stesso Dickens.

## Edizioni
Nella prima edizione del 1859 la raccolta si divideva in otto capitoli, ognuno corrispondente a un racconto di un autore. La seconda edizione, invece, comprendeva solo due capitoli:  I mortali nella casa e Il fantasma nella stanza di Padron B..
Il libro è stato edito in lingua italiana da Feltrinelli, tradotto da Ottavio Fatica e curato da Emanuela Turchetti e Malcolm Skey.

## Trama
Un uomo affitta per sei mesi una casa abbandonata che ha la fama di essere infestata dai fantasmi. Lui, scettico, chiama sette fidati amici e fa dormire uno per ogni camera della casa, allo scopo di smentire la leggenda sugli spettri. Tuttavia, ogni sera, a ognuno degli amici si presenta uno dei fantasmi.